# Yusuf Yazıcı
Yusuf Yazıcı (* 29. ledna 1997 Trabzon) je turecký profesionální fotbalista, který hraje na pozici ofensivního záložníka či útočníka za francouzský klub Lille OSC. Mezi lety 2017 a 2022 odehrál také 39 utkání v dresu turecké reprezentace, v nichž vstřelil 2 branky.

## Klubová kariéra

### Trabzonspor
Svou první profesionální smlouvu podepsal 21. prosince 2015 a následující den si odbyl svůj debut, když nastoupil do pohárového utkání proti Gaziantepsporu. Yazıcı debutoval v Süper Lig 2. února 2016, a to při prohře 2:1 s Akhisarem Belediyespor. 8. května vstřelil své první góly za klub, když se dvakrát střelecky prosadil při výhře 6:0 nad Rizesporem.
Yazıcı v březnu 2017 podepsal s klubem novou pětiletou smlouvou. V lednu následujícího roku byl zařazen UEFOU mezi 50 nejnadanějších mladých hráčů. Dne 14. července 2019 údajně Yazıcı předložil klubu svou žádost o přestup, aby mohl pokračovat v jednání s Lille. Odchovanec Trabzonsporu za klub odehrál přes 80 ligových utkání.

### Lille
V roce 2019 přestoupil do francouzského Lille za 17,5 milionu euro; stal se tak nejdražším odchodem v historii Trabzonsporu. Podepsal smlouvu na pět let. Yazıcı debutoval v Ligue 1 11. srpna 2019 v 1. kole sezóny 2019/20 proti Nantes, které skončilo vítězstvím Lille 2:1. 22. října 2020 vstřelil hattrick při výhře 4:1 proti Spartě Praha v základní skupině Evropské ligy 2020/21. 5. listopadu 2020 si připsal další hattrick v zápase Evropské ligy, tentokrát při výhře 3:0 proti AC Milán na stadionu San Siro. I díky těmto hattrickům se stal společně s Borjou Mayoralem, Gerardem Morenem a Pizzim nejlepším střelcem soutěže, když vstřelil 7 branek.

## Reprezentační kariéra
V turecké reprezentaci debutoval 11. června 2017 při výhře 4:1 proti Kosovu v rámci kvalifikace na Mistrovství světa 2018. Dne 14. května 2021 byl trenérem Şenolem Güneşem nominován na závěrečný turnaj EURO 2020.

## Statistiky

### Klubové
K 23. květnu 2021
| Klub        | Sezóna  | Liga      | Liga   | Liga | Pohár  | Pohár | Evropské poháry | Evropské poháry | Ostatní | Ostatní | Celkem | Celkem |
| Klub        | Sezóna  | Liga      | Zápasy | Góly | Zápasy | Góly  | Zápasy          | Góly            | Zápasy  | Góly    | Zápasy | Góly   |
| ----------- | ------- | --------- | ------ | ---- | ------ | ----- | --------------- | --------------- | ------- | ------- | ------ | ------ |
| Trabzonspor | 2015/16 | Süper Lig | 6      | 2    | 3      | 0     | –               | –               | –       | –       | 9      | 2      |
| Trabzonspor | 2016/17 | Süper Lig | 18     | 4    | 4      | 2     | –               | –               | –       | –       | 22     | 6      |
| Trabzonspor | 2017/18 | Süper Lig | 33     | 10   | 2      | 0     | –               | –               | –       | –       | 35     | 10     |
| Trabzonspor | 2018/19 | Süper Lig | 30     | 4    | 4      | 0     | –               | –               | –       | –       | 34     | 4      |
| Trabzonspor | Celkem  | Celkem    | 87     | 20   | 13     | 2     | –               | –               | –       | –       | 100    | 22     |
| Lille       | 2019/20 | Ligue 1   | 18     | 1    | 1      | 0     | 6               | 0               | –       | –       | 25     | 1      |
| Lille       | 2020/21 | Ligue 1   | 32     | 7    | 2      | 0     | 8               | 7               | –       | –       | 42     | 14     |
| Lille       | Celkem  | Celkem    | 50     | 8    | 3      | 0     | 14              | 7               | –       | –       | 67     | 16     |
| Celkem      | Celkem  | Celkem    | 137    | 28   | 16     | 2     | 14              | 7               | –       | –       | 167    | 38     |

### Reprezentační
K 30. březnu 2021
| Turecko | Turecko | Turecko |
| Rok     | Zápasy  | Góly    |
| ------- | ------- | ------- |
| 2017    | 4       | 0       |
| 2018    | 6       | 0       |
| 2019    | 9       | 1       |
| 2020    | 8       | 0       |
| 2021    | 3       | 0       |
| Celkem  | 30      | 1       |

#### Reprezentační góly
K zápasu odehranému 30. března 2021. Skóre a výsledky Turecka jsou vždy zapisovány jako první.
| Gól | Datum         | Místo                              | Soupeř    | Skóre | Výsledek | Soutěž                   |
| --- | ------------- | ---------------------------------- | --------- | ----- | -------- | ------------------------ |
| 1.  | 10. září 2019 | Stadion Zimbru, Kišiněv, Moldavsko | Moldavsko | 4:0   | 4:0      | Kvalifikace na Euro 2020 |

## Ocenění

### Klubové

#### Lille
- Ligue 1: 2020/21[19]

### Individuální
- Nejlepší hráč měsíce Ligue 1: Prosinec 2020[20]
- Nejlepší střelec Evropské ligy UEFA: 2020/21